# Keude Aceh (Samalanga)
Keude Aceh is een bestuurslaag in het regentschap Bireuen van de provincie Atjeh, Indonesië. Keude Aceh telt 648 inwoners (volkstelling 2010).